# Abijah Gilbert
Abijah Gilbert, född 18 juni 1806 i Gilbertsville i delstaten New York, död 23 november 1881 i Gilbertsville, var en amerikansk politiker och abolitionist. Han representerade delstaten Florida i USA:s senat 1869-1875.
Gilbert utexaminerades 1822 från Hamilton College i Clinton i delstaten New York. Han förespråkade avskaffandet av slaveriet och stödde whigpartiet. Han gick senare med i republikanerna. Han flyttade 1865 till Florida. Han blev 1869 invald i senaten som republikanernas kandidat. Han efterträddes 1875 som senator av demokraten Charles W. Jones.
Gilberts grav finns på Brookside Cemetery i Otsego County i delstaten New York.